# Euloge Boissonnade
Pour les articles homonymes, voir Boissonnade.
Euloge Boissonnade, né le 30 octobre 1917 à Lyon et mort le 25 mars 2004 à Nice, est un journaliste et historien français.

## Biographie
Euloge Boissonnade fut notamment journaliste pour l'Agence France-Presse, Paris-Presse-l'Intransigeant, Paris-Match, l'ORTF, Radio-Luxembourg et France Inter, collaborateur de la revue Historia, et professeur à l'université du Zaïre.
Il fut également membre de l'Académie des sciences d'outre-mer et sociétaire de la Société des gens de lettres, de la Société des auteurs dramatiques et de la Société des auteurs, compositeurs et éditeurs de musique (Sacem).

## Publications (sélection)
- Conrad Kilian, explorateur souverain, Éditions France-Empire, 1971, 430 p.
- Jamais deux sans trois ? L'étonnant destin d'Alain Poher, Éditions France-Empire, 1986, 238 p.
- Le mal zaïrois, Éditions Hermès, Paris, 1990, 495 p.
- Du Sahara de Conrad Kilian au Koweit de Saddam Hussein, Éditions Albatros, Paris, 1991, 367 p.
- Le baptême de Clovis : naissance de la nation française, Éditions Godefroy de Bouillon, 1996, 262 p. (lire sur Gallica)

## Distinctions

### Décorations
- *  Officier du Nichan Iftikhar (Tunisie)

### Récompenses
- Prix de poésie de la Ville de Bordeaux
- Grand prix du Reportage radiophonique (1960)